# Offenbach-Rosenhöhe
Rosenhöhe ist ein Stadtteil im Süden der südhessischen Großstadt Offenbach am Main mit etwa 1400 Einwohnern.

## Geographische Lage
Die Rosenhöhe grenzt im Norden und Westen an den Stadtteil Lauterborn, im Osten an den „Vorderwald“ und den Stadtteil Tempelsee und im Süden an den „Hinterwald“ im Offenbacher Stadtwald. Die Rosenhöhe ist, wie der Name aussagt, auf einer Anhöhe. Im südlichen Offenbach gibt es eine Kette von Anhöhen und Hügeln. Diese sind der Hügel am „Buchrain“, die Rosenhöhe, der Buchhügel und der Bieberer Berg. Sie ist auf einen Urfluss oder Urozean zurückzuführen. Diese These wird gestützt durch die unterschiedliche Zusammensetzung des Bodens. Auf der Rosenhöhe ist dies gut zu erkennen: Auf der Höhe ist der Boden eher sandig, am Fuß der Anhöhe ist dieser sehr lehmig.

## Geschichte
Im Zweiten Weltkrieg befand sich hier eine Flakstellung. Ebenfalls wurden damals im „Hinterwald“ sogenannte Scheindörfer errichtet, um die Bombenflugzeuge von der Stadt abzulenken.

## Sport
In diesem Stadtteil befinden sich viele Offenbacher Sportanlagen und Freizeitmöglichkeiten, wie ein im Wald liegender Fitness-Parcours, das Sportzentrum Rosenhöhe oder das Waldschwimmbad.
- Im Waldschwimmbad ist der Erste Offenbacher Schwimmclub (EOSC) beheimatet. Hier trainierte Michael Groß und startete für den EOSC.
- Die SG Rosenhöhe 1895 e. V. unterhält mehrere Abteilungen, darunter eine Fußball- und eine Tennisabteilung.[3]
- Der Hessische Tennis-Verband betreibt eine Tennis-Akademie auf der Rosenhöhe.[4]

## Wirtschaft und Infrastruktur

### Architektur
Die Rosenhöhe ist fast ausschließlich mit Einfamilienhäusern bebaut. Nur westlich des Gravenbruchwegs, nördlich der Straße Auf der Rosenhöhe und Am Lauterbornweg, zwischen Vogelsbergweg und Dietzenbacher Straße stehen Mehrfamilienhäuser.

### Bildung

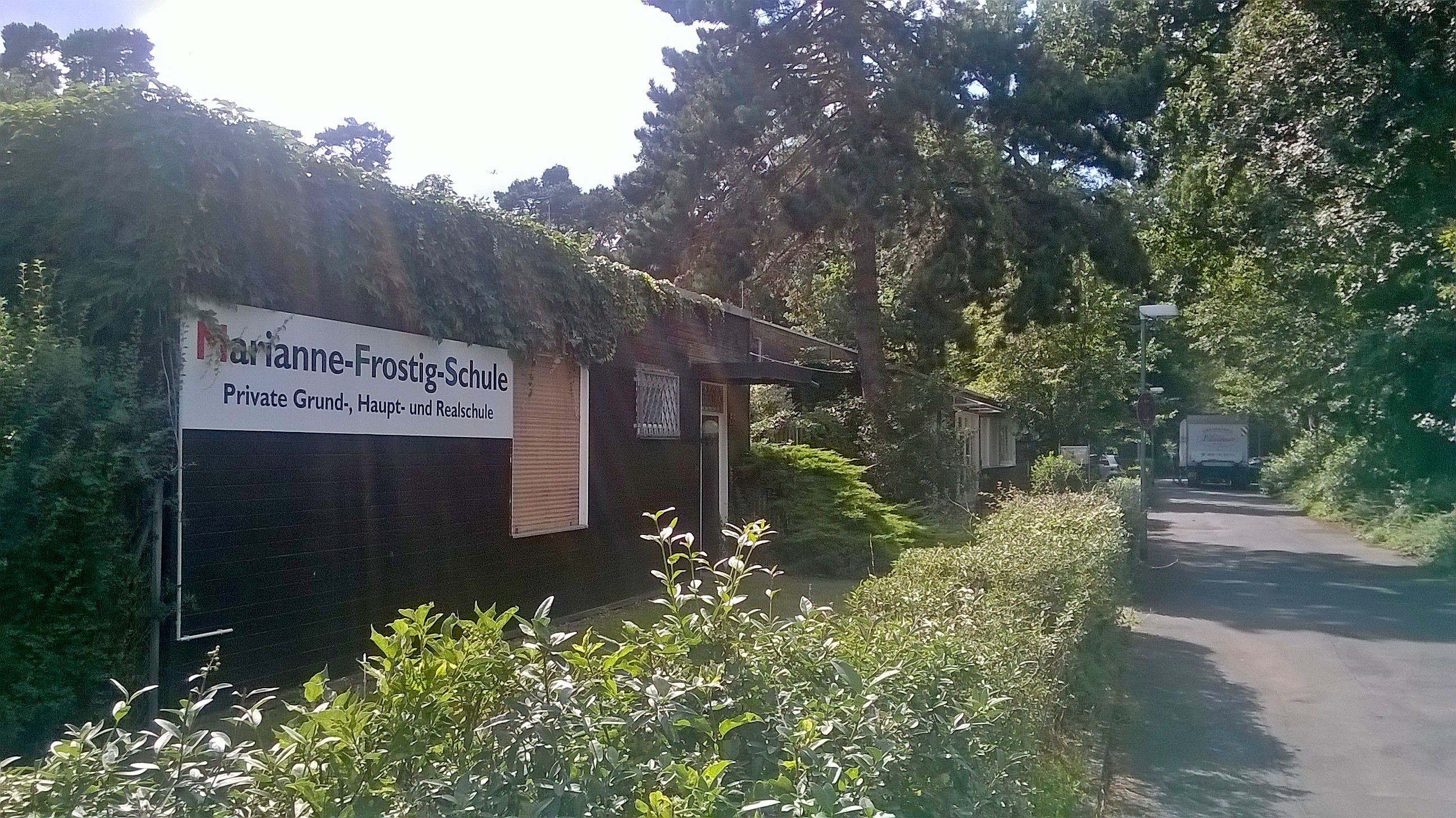
Marianne-Frostig-Schule

Direkt auf der Rosenhöhe befindet sich die Marianne-Frostig-Schule, eine private Grund-, Haupt- und Realschule, sowie die Oswald-von-Nell-Breuning-Schule, die Schule des Theresien-Kinderheims. In näherer Umgebung befinden sich die Edith-Stein-Schule, eine integrierte Gesamtschule, und die Anne-Frank-Schule.
Die städtische Kita 13 befindet sich am Gravenbruchweg.

### Verkehr
- Von der Rosenhöhe aus sind mit der Linie 105 der Offenbacher Verkehrs-Betriebe die Offenbacher Kliniken und der Marktplatz gut zu erreichen. Der Nahverkehrsplan 2013–2017 der OVB sieht vor, dass der „105er“ nicht mehr über das Offenbacher Krankenhaus und den Hauptbahnhof verkehrt, sondern über das Ring Center (ein Einkaufszentrum im Stadtteil Lauterborn) zum Marktplatz fährt. Somit werden die Linienäste der Buslinien 104 und 105 ab Lauterborn getauscht.
- Wichtige Straßen sind der Gravenbruchweg in die Innenstadt und die Dietzenbacher Straße in südlicher Richtung nach Dietzenbach und in nördlicher Richtung auf die Waldstraße.